# Jacqueline Bernhardt
Jacqueline Bernhardt (ur. 13 lutego 1977 w Lipsku) – niemiecka polityk i prawniczka, działaczka Die Linke, w latach 2011–2021 deputowana do Landtagu Meklemburgii-Pomorza Przedniego, minister w rządzie Meklemburgii-Pomorza Przedniego.

## Życiorys
W latach 1995–2001 studiowała prawo na Uniwersytecie w Lipsku, kończąc pierwszy państwowy egzamin prawniczy. Następnie odbyła aplikację, którą zakończyła w 2003 roku drugim egzaminem państwowym. Do 2004 roku kontynuowała naukę na studiach podyplomowych z zakresu prawa europejskiego na uniwersytetach w Lipsku i Wiedniu, uzyskując tytuł Master of Law w dziedzinie prawa europejskiego.
W latach 2005–2007 prowadziła kancelarię jako samodzielna adwokatka w Ludwigslust. Następnie, od 2007 do 2009 roku, pracowała w administracji landtagu, a w latach 2009–2011 była pracowniczką naukową frakcji Die Linke w parlamencie krajowym Meklemburgii-Pomorza Przedniego. 
Do partii Die Linke (wcześniej PDS) wstąpiła w 2005 roku. Od 2006 roku zasiada w zarządzie powiatowym partii w Ludwigslust, obecnie Ludwigslust-Parchim. W latach 2009–2021 była członkinią rady powiatu Ludwigslust-Parchim. W latach 2011–2021 zasiadała w landtagu Meklemburgii-Pomorza Przedniego, gdzie w latach 2016–2021 pełniła funkcję wiceprzewodniczącej frakcji Die Linke.
15 listopada 2021 roku objęła urząd minister sprawiedliwości, równości i ochrony konsumentów Meklemburgii-Pomorza Przedniego. Od tego samego dnia pełni funkcję zastępczego członka Bundesratu. 

## Życie prywatne
Jest mężatką, ma jedno dziecko. Wyznaje protestantyzm.